# Bell UH-1 Iroquois
Bell UH-1 Iroquois (Huey) je ameriški vojaški večnamesnki helikopter.. Helikopter je razvilo podjetje Bell Helicopter na podlagi zahtev Ameriške kopenske vojske. Prvič je poletel 20. oktobra 1956. Proizvodnja se je začela marca 1960, UH-1 je bil prvi serijski turbinski helikopter Ameriške vojske. Zgradili so več kot 16 000 helikopterjev, rekord ki ga je prekosil samo sovjetski Mil Mi-8. Poganja ga en turbogredni motor, ki poganja  dvokraki glavni rotor in dvokraki repni rotor
Bojni krst je doživel med Vietnamsko vojno. Originalna oznaka HU-1 je vodila do vzdevka Huey.Septembra 1962 so spremenili oznako v UH-1, vzdevek pa je ostal. V Vietnamski vojni je služilo okrog 7 000 UH-1 helikopterjev, velik del je bilo sestreljenih.
Leta 1952 je kopenska vojska hotela večnamenski helikopter. Drugi helikopterji tistega časa so bili preveliki, z nezadostnjo močjo motorja, kompleksni in težavni za vzdrževanje. Na razpis za nov helikopter se je prijavilo okrog 20 družb. Kaman Aircraft je ponudil H-43, Bell pa Model 204. 23. februaja 1955 je vojska zbrala slednji model in mu dala oznako XH-40.

### Model 204
Model 204 je poganjal Lycoming YT53-L-1 (LTC1B-1) s 700 KM. Marca 1960 je dobil naročilo za 100 helikopterjev. Helikopter je imel sprva oznako HU-1A in uradni vzdevek Iroquois, ki se je redko uporabljal.
Bell je potem razvil UH-1B z močnejšimi Lycoming T53-L-5 motorji z 960 KM, daljšo kabino za 7 potnikov, oziroma 4 nosila.  UH-1C je imel še močnejši T53-L-11 1100 KM motor. C verzija je imela povečan in spremenjen rotor za večjo potovalno hitrost in zmanjšanje vrija na krakih. Nov helikopter je imel boljšo manevrirnost. Spremenili so tudi repni rotor. UH-1C je imel 920 litrski tank za gorivoin gros težo 4300 kg in kapaciteto tovora 2100 kg.

### Model 205
Prejšnji "kratki" Hueji so bili sicer uspeh, vendar je vojska hotela helikopter, ki lahko prevaža več vojakov. Povečali so dolžina trupa HU-1B za 104 cm. Število sedežev se je povečalo na 15 skupaj s posadko. Lahko je prevažal 6 nosil in medicinca. Povečali so tudi stranska vrata.
Sprva je imel 13,4 m rotor in 1100 KM motor. Potem so povečali rotor na 14,6 in podaljšali repni del. Leta 1996 je Bell namestil močnejši 1400 KM motor

## Tehnične specifikacije (UH-1D)
- Posadka: 1–4
- Kapaciteta: 3 880 lb (1 760 kg) tovora; ali 14 vojakov; ali 6 nosil
- Dolžina: 57 ft 1 in (17,40 m) z rotorji
- Širina: 8 ft 7 in (2,62 m) (trup)
- Višina: 14 ft 5 in (4,39 m)
- Prazna teža: 5 215 lb (2 365 kg)
- Gros teža: 9 040 lb (4 100 kg)
- Maks. vzletna teža: 9 500 lb (4 309 kg)
- Motor: 1 × Lycoming T53-L-11 turbgredni, 1 100 KM (820 kW)
- Premer glavnega rotorja: 48 ft 0 in (14,63 m)

- Maks. hitrost: 135 mph (217 km/h; 117 kn)
- Potovalna hitrost: 125 mph (109 kn; 201 km/h)
- Dolet: 315 mi (274 nmi; 507 km)
- Višina leta (servisna): 19 390 ft (5 910 m)
- Hitrost vzpenjanja: 1 755 ft/min (8,92 m/s)
- Razmerje moč/teža: 0,15 KM/lb (0,25 kW/kg)